# Agustín Allione
Agustín Lionel Allione (* 28. Oktober 1994 in Amenábar) ist ein argentinischer Fußballspieler. Er spielt auf der Position eines offensiven Mittelfeldspielers.

## Karriere

### Verein
Allione begann mit dem Fußballspiel beim Belgrano FBC aus Sancti Spiritu (Santa Fé). Von hier aus ging er 2009 in den Nachwuchsbereich des CA Vélez Sarsfield. Hier gelang ihm 2012 der Sprung in den Profikader. Am 28. Februar 2012 gab er seinen Einstand für den Klub. Im Heimspiel der Copa Argentina empfing man Racing Trelew. Hier wurde er der 79. Minute für Iván Bella eingewechselt. Sein Debüt in der Primera División gab Allione am 9. Juni 2012. In der Partie mit Atlético de Rafaela zu Gast, wurde er in der 70. Minute für Mauro Iván Óbolo eingewechselt. Durch diesen und einen weiteren Einsatz konnte er mit Vélez den Meistertitel feiern. In der Folgezeit entwickelte er sich vom häufig eingewechselten Reserve- zum Stammspieler von Vélez. Am 22. Oktober 2013 erzielte Allione sein erstes Profitor. Im Treffen auf Argentinos Juniors traf er nach Vorlage von Mauro Zárate in der 32. Minute zur 1:0-Führung (Endstand-2:0). Kurz darauf gab er sein Debüt auf internationaler Klubebene. Im Rückspiel in der zweiten Runde der Copa Sudamericana 2013 gegen CA Belgrano war er von Anfang dabei.
Ende Juli 2014 wechselte Allione nach Brasilien, wo er bei der SE Palmeiras einen Kontrakt bis zum 24. Juni 2019 unterzeichnete. Das erste Spiel für den Klub aus São Paulo bestritt er in der Copa do Brasil 2014. Im Heimspiel gegen den Avaí FC am 6. August 2014 stand er in der Startelf. In der obersten Spielklasse Brasiliens debütierte er vier Tage später am 14. Spieltag der Série A 2014. Beim Atlético Mineiro war er erneut einer der Starter von Palmeiras. Im Folgejahr gewann Allione mit dem Klub die Copa do Brasil 2015. Im Zuges Turniers stand er in fünf Spielen auf dem Platz, davon zwei in der Startelf. Im ersten Spiel gegen den ECPP Vitória da Conquista erzielte er sein erstes Tor für die Brasilianer. Beim 4:1-Erfolg traf er in der 66. Minute zur zwischenzeitlichen 2:1-Führung. Im Zuge des Gewinns des neunten Titels in der Série A 2016 spielte er nur eine untergeordnete Rolle. Er stand in sieben von 38 möglichen Spielen auf dem Platz. Davon drei als Starter und saß zwanzig Mal auf der Bank, keine Tore.
Zur Saison 2017 wurde Allione an den EC Bahia ausgeliehen. Im Mai konnte in den Finals der Copa do Nordeste 2017 Sport Recife mit 1:1 und 1:0 geschlagen werden. Der Spieler kam in dem Jahr regelmäßig zu Einsätzen. Zum Jahresanfang 2018 wurde das Leihgeschäft bis Jahresende verlängert. In der Série A 2017 gab er sieben Torvorlagen in 28 Spielen und war in dieser Kategorie Bahias bester Spieler und an Platz neun der Liga. In dem Jahr wurden seine Spielzeiten dann weniger und im Januar 2019 kehrte er in seine Heimat zurück. Allione wurde an Rosario Central ausgeliehen. Wieder in der Primera División angekommen, tat er sich weiterhin schwer sich als Stammspieler durchzusetzen, so dass sich im Januar 2020 der nächste Klubwechsel vollzog. Palmeiras verlieh ihn für ein halbes Jahr und gleichzeitig seinem Vertragsende mit dem Klub an Central Córdoba. Auch bedingt durch die COVID-19-Pandemie war er danach zunächst ohne neuen Kontrakt.
Erst im Februar 2021 erhielt er eine neue Anstellung. Allione ging zum CA Temperley. Mit dem Klub sollte er künftig in der Primera Nacional B antreten. Er konnte sich sofort als Stammspieler etablieren und erhielt Anfang Januar 2022 eine Vertragsverlängerung. In seinem zweiten Jahr spielte er noch häufig, aber wieder mehr aus der Rolle eines Reservisten heraus. Zum Jahresende lief sein Kontrakt aus. Am 1. Mai 2023 wurde seine Verpflichtung durch Deportivo Morón bekannt, ebenfalls einem Nacional B Klub. In das Jahr 2024 startete Allione mit dem CA Los Andes. Der Kontrakt sah eine Laufzeit über ein Jahr vor. Für ihn war es ein weiterer sportlicher Abstieg. Er trat künftig in der dritten Liga, der Primera B Metropolitana, an.

### Nationalmannschaft
2011 nahm Allione für die argentinische U17-Auswahl an der U-17-Fußball-Südamerikameisterschaft 2011 teil. Hier belegte er mit dem Team den dritten Platz. Dieser berechtigte zur Teilnahme an der U-17-Fußball-Weltmeisterschaft 2011. Auch an dieser durfte er teilnehmen. Eine weitere Berufung erfolgte 2013 zur U-20-Fußball-Südamerikameisterschaft 2013. Hier gelang ihm am 18. Januar beim 3:2-Erfolg über Kolumbien das Tor zum 3:1. Danach erfolgten keine Einladungen mehr.

## Erfolge
Vélez Sarsfield
- Primera División: Inicial 2012, Superfinal 2012/13
- Supercopa Argentina: 2013

Palmeiras
- Copa EuroAmericana: 2014
- Copa do Brasil: 2015
- Campeonato Brasileiro de Futebol: 2016

Bahia
- Copa do Nordeste: 2017
- Staatsmeisterschaft von Bahia: 2018

Auszeichnungen
- Staatsmeisterschaft von Bahia – Auswahlmannschaft: 2017[18]